# Ритакува
Ритакуба-Бланко (исп. Ritacuba Blanco) или Ритакува (исп. Ritacuva), (Тунебо - Ritak 'uwa) — высочайшая вершина Восточной Кордильеры в горном массиве Сьерра-Невада-де-Кокуй. Высота вершины 5410 метров над уровнем моря, относительная высота — 3465 метров. Ритакуба-Бланко находится на территории национального парка Эль-Кокуй.
Из-за глобального потепления лежащий на вершине ледник тает с большой скоростью, отступая на 25 метров в год, то же самое происходит и с другими горными ледниками Колумбии. В 1950 году нижний край ледника ледник Ритакуба-Бланко лежал на высоте 4500 метров над уровнем моря, в январе 2007 — уже на высоте 4800 метров. Если такая скорость таяния льда сохранится, то ледник, как ожидается, исчезнет к 2025 году.